# لسیدرن
لسیدرن (به بلغاری: Lesidren) یک منطقهٔ مسکونی در بلغارستان است که در شهرستان اوگارچین واقع شده‌است.